# (430) Гибрида
(430) Гибрида (др.-греч. Ὕβρις) — астероид главного пояса, который был открыт 18 декабря 1897 года французским астрономом Огюстом Шарлуа в обсерватории Ниццы и назван в честь богини дерзости, насилия и возмутительного поведения Гибрис в древнегреческой мифологии.

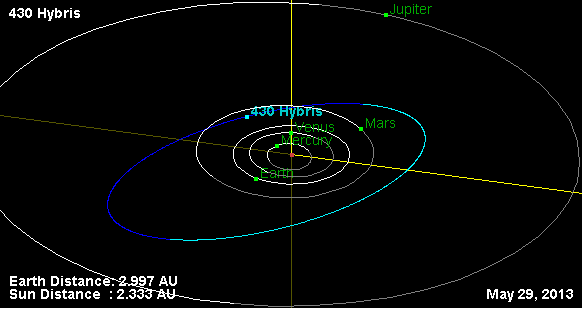
Орбита астероида Гибрида и его положение в Солнечной системе